# Robert Reed, Baron Reed of Allermuir

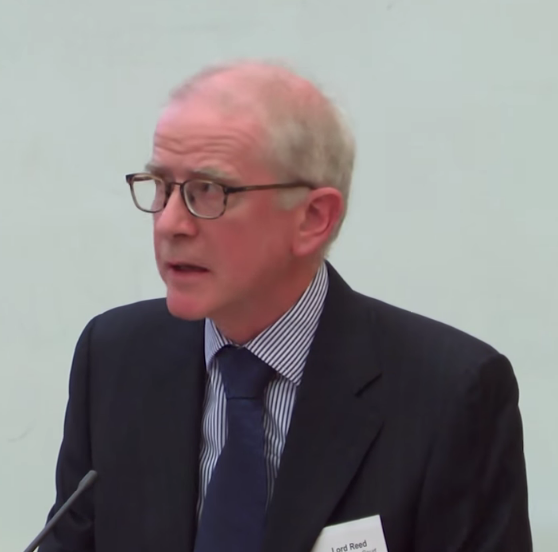
Robert Reed, Lord Reed, 2017

Robert John Reed, Baron Reed of Allermuir PC QC (* 7. September 1956) ist ein britischer Jurist und seit 2012 Richter am Obersten Gerichtshof des Vereinigten Königreichs. Seit 2018 war er Vizepräsident des Gerichts und ist seit 2020 dessen Präsident.

## Leben

### Rechtsanwalt und Regierungsdienst
Reed absolvierte nach dem Besuch des George Watson’s College in Edinburgh ein Studium der Rechtswissenschaften an der University of Edinburgh sowie am Balliol College der University of Oxford, wo er 1982 einen Ph.D. mit einer unter dem Titel Legal control of government assistance to industry erschienenen Arbeit zu den rechtlichen und gesetzlichen Möglichkeiten der Wirtschaftsförderung erwarb. Anschließend erhielt er im Juli 1983 seine anwaltliche Zulassung bei der Rechtsanwaltskammer von Schottland (Faculty of Advocates) und nahm daraufhin eine Tätigkeit als Rechtsanwalt auf.
In der Folgezeit befasste er sich überwiegend mit Zivilrecht, ehe er 1988 in den Regierungsdienst wechselte und zunächst Ständiger Rechtsberater der Bildungsabteilung des zum Schottland-Minister (Secretary of State for Scotland) gehörenden Schottland-Amtes (Scottish Office) wurde. Anschließend wechselte er 1989 als Ständiger Rechtsberater in die Abteilung für Inneres und Gesundheit des Scottish Office und wurde für seine anwaltlichen Verdienste 1995 zum Kronanwalt (Queen’s Counsel) ernannt. 1996 wechselte er in den staatsanwaltlichen Dienst Schottlands (Crown Office and Procurator Fiscal Service), für den er bis 1998 als Anklagevertreter (Advocate Depute) vor dem Obersten Strafgericht Schottlands, den High Court of Justiciary, auftrat.

### Senator des College of Justice
1998 wurde Reed mit dem Höflichkeitstitel Lord Reed Richter am Obersten Zivilgericht Schottlands, dem Court of Session sowie am High Court of Justiciary, und war damit zeitgleich Senator of the College of Justice, der aus den drei obersten Gerichten Schottlands besteht. Er war zeitweise auch Ad-hoc-Richter am Europäischen Gerichtshof für Menschenrechte (EGMR) wie zum Beispiel bei dem Revisionsverfahren im Mordfall James Bulger 1999 sowie als Fachmann für Europarecht auch Berater der Europäischen Union sowie des Europarates für Fragen der Beziehungen zur Türkei.
Als Richter des sogenannten „Outer House“ des Court of Session fungierte er zwischen 2006 und 2008 als Vorsitzender Richter der Kammer für Wirtschaftsrecht (Principal Commercial Judge). Im Anschluss wurde er 2008 zum Richter des sogenannten „Inner House“ berufen, das als Appellationsgericht für Berufungsverfahren aus dem „Outer House“ des Court of Session, aber auch von den Sheriff Courts, dem Court of the Lord Lyon, dem Scottish Land Court sowie dem Lands Tribunal for Scotland zuständig ist.

### Richter am Obersten Gerichtshof des Vereinigten Königreichs
Lord Reed, der 2008 auch Privy Councillor wurde, war bereits gemeinsam mit Anthony Clarke, Baron Clarke of Stone-cum-Ebony während der krankheitsbedingten Abwesenheiten von Alan Rodger, Baron Rodger of Earlsferry kommissarischer Richter am Obersten Gerichtshof des Vereinigten Königreichs.
Nach dem Tode von Baron Rodger of Earlsferry am 26. Juni 2011 wurde am 20. Dezember 2011 bekannt gegeben, dass Reed zu dessen Nachfolger als Richter am Obersten Gerichtshof nominiert wurde. Die Ernennung war bereits aufgrund der vorherigen Vertretungssituation spekuliert worden. Reed, der das Richteramt am 6. Februar 2012 offiziell antrat, ist der mit Abstand jüngste Richter am Obersten Gerichtshof und wird dieses Amt voraussichtlich bis zu seinem siebzigsten Geburtstag am 7. September 2026 bekleiden. Lord Reed übernahm damals neben David Hope, Baron Hope of Craighead, dem damaligen Vizepräsidenten des Obersten Gerichtshofes, den zweiten für einen schottischen Richter reservierten Richterstuhl. Von 2018 bis 2020 war er Vizepräsident und ist seit dem 11. Januar 2020, als Nachfolger von Brenda Hale, Baroness Hale of Richmond, der Präsident des Supreme Court. Am selben Tag wurde er als Baron Reed of Allermuir, of Sundridge Park in the London Borough of Bromley, zum Life Peer erhoben und ist dadurch seither Mitglied des House of Lords.

## Schriften
- Legal control of government assistance to industry, 1982